# Автошлях Р 34

Романівське шосе на мапі району Бабуган-яйли

Автошлях P 34 (Романівське шосе) — автомобільний шлях регіонального значення на території України, довжиною 77,4 км, пролягає від Ялти до Алушти. Це вузька і надзвичайно звивиста гірська дорога через Нікітську і Бабуган-яйлу.
У зв'язку з тим, що автошлях проходить територією Кримського державного заповідника, проїзд дозволено лише за спецперепустками.

## Історія
У 1880-х роках, поблизу Козьмо-Дем'янівського монастиря (на джерелі Савлух-Су), для імператора Олександра III був побудований мисливський будиночок, а в 1896 році і навколишні ліси були оголошені царськими і названі Бешуйська казенна лісова дача — це попередник Кримського природного заповідника. Щоб скоротити шлях від царської резиденції в Лівадії (кружної, через Алушту), з 1910 по 1913 рік було побудовано шосе, яке зберегло в назві прізвище царської сім'ї.
Починається дорога від селища Масандра перевалює через Нікітську яйлу, і спускається через головну улоговину Кримського заповідника в Алушту. На сьогоднішній день шосе — найвисокогірніша дорога в Україні з асфальтовим покриттям (найвища точка шосе — Нікітський перевал 1448 м).
Романівське шосе — одна з найкрасивіших доріг Криму, з 60 кілометрів шосе 45 проходить по території заповідника.
Проїзд по дорозі дозволений тільки із супроводжуючим з числа співробітників заповідника, отримавши перепустку в адміністрації заповідника в Алушті.

## Галерея

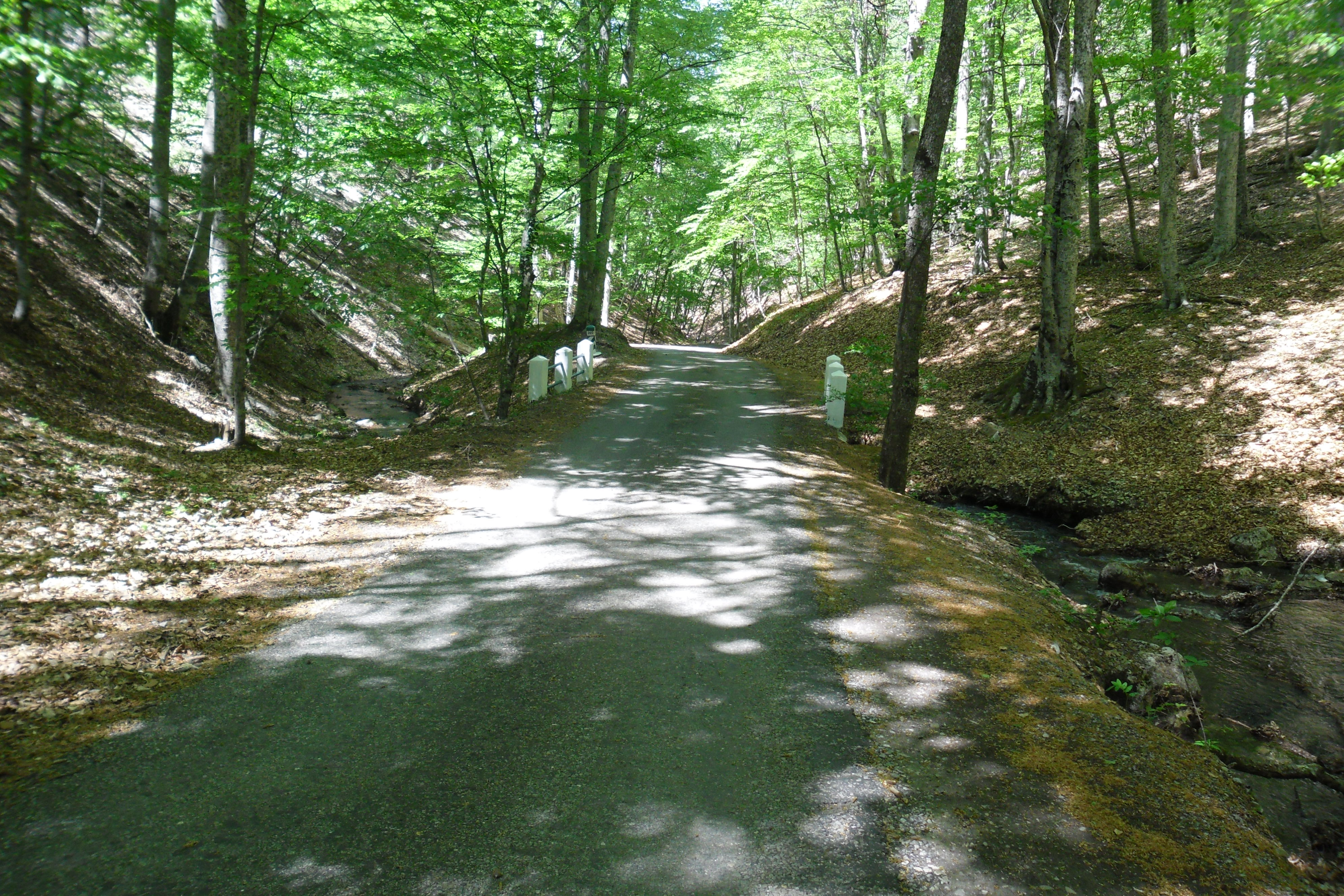
Автошлях Р 34 перетинає річку Савлух-Су
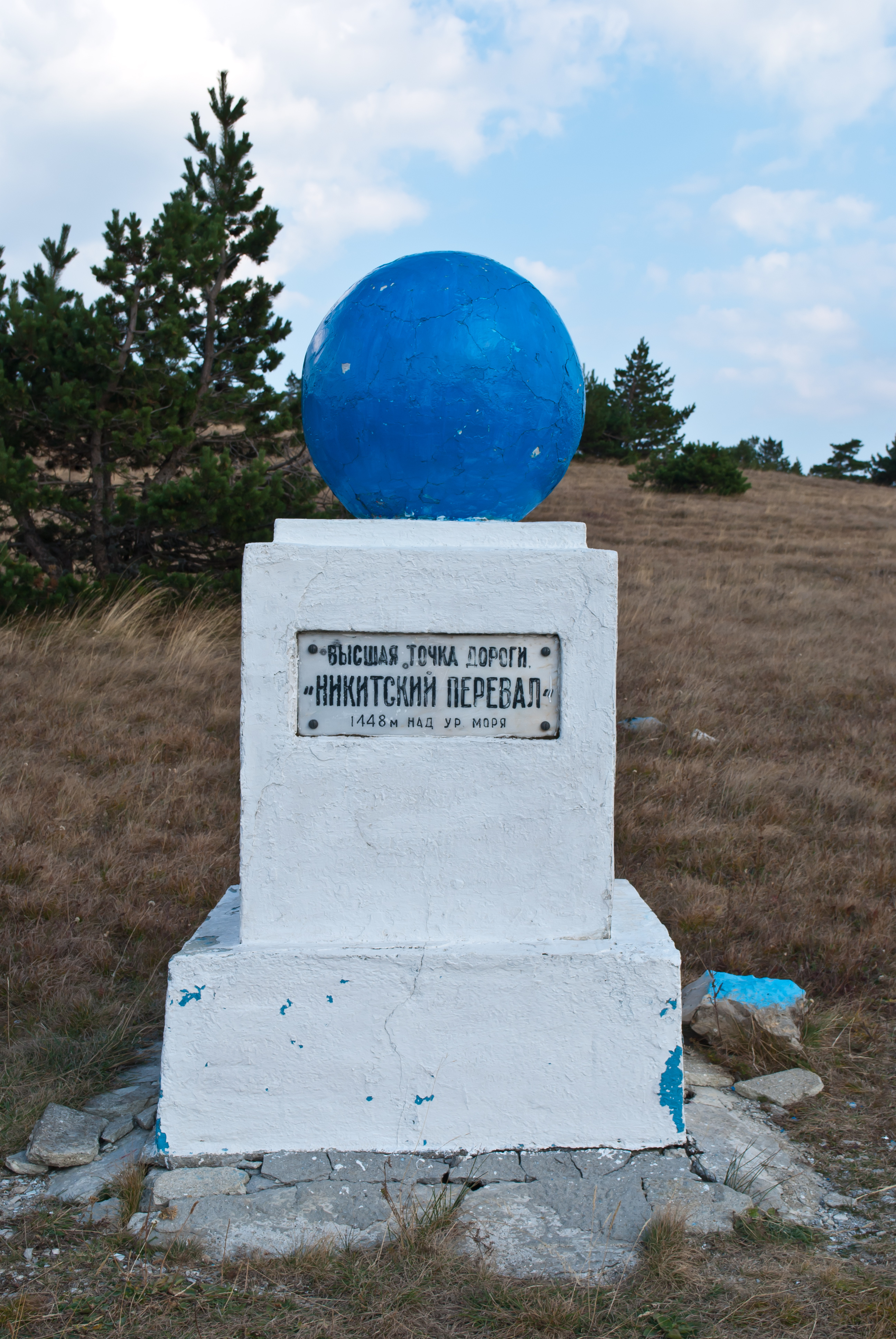
Нікітський перевал
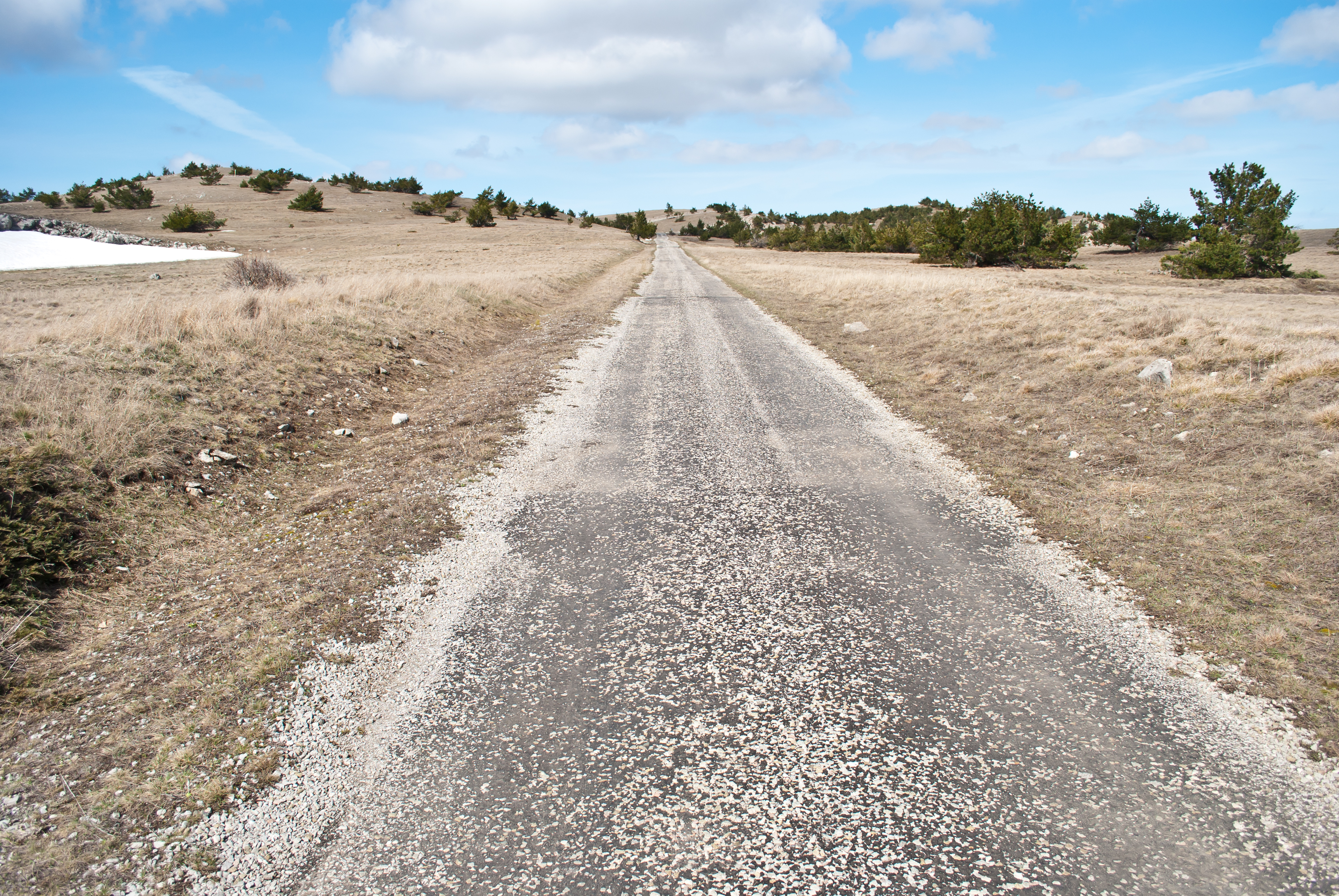
Романівське шосе на Гурзуфській яйлі
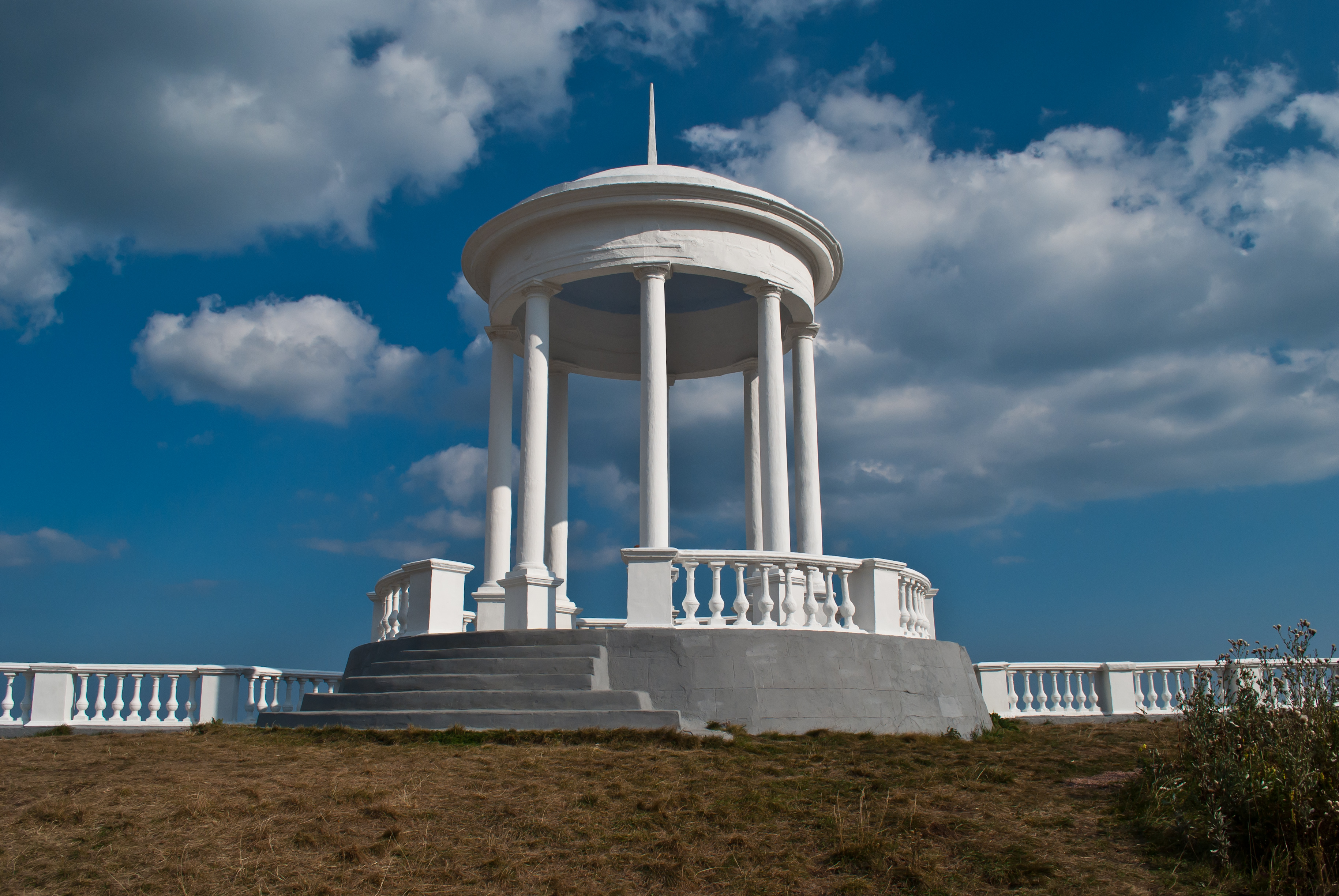
Альтанка вітрів поблизу шосе на Гурзуфській яйлі
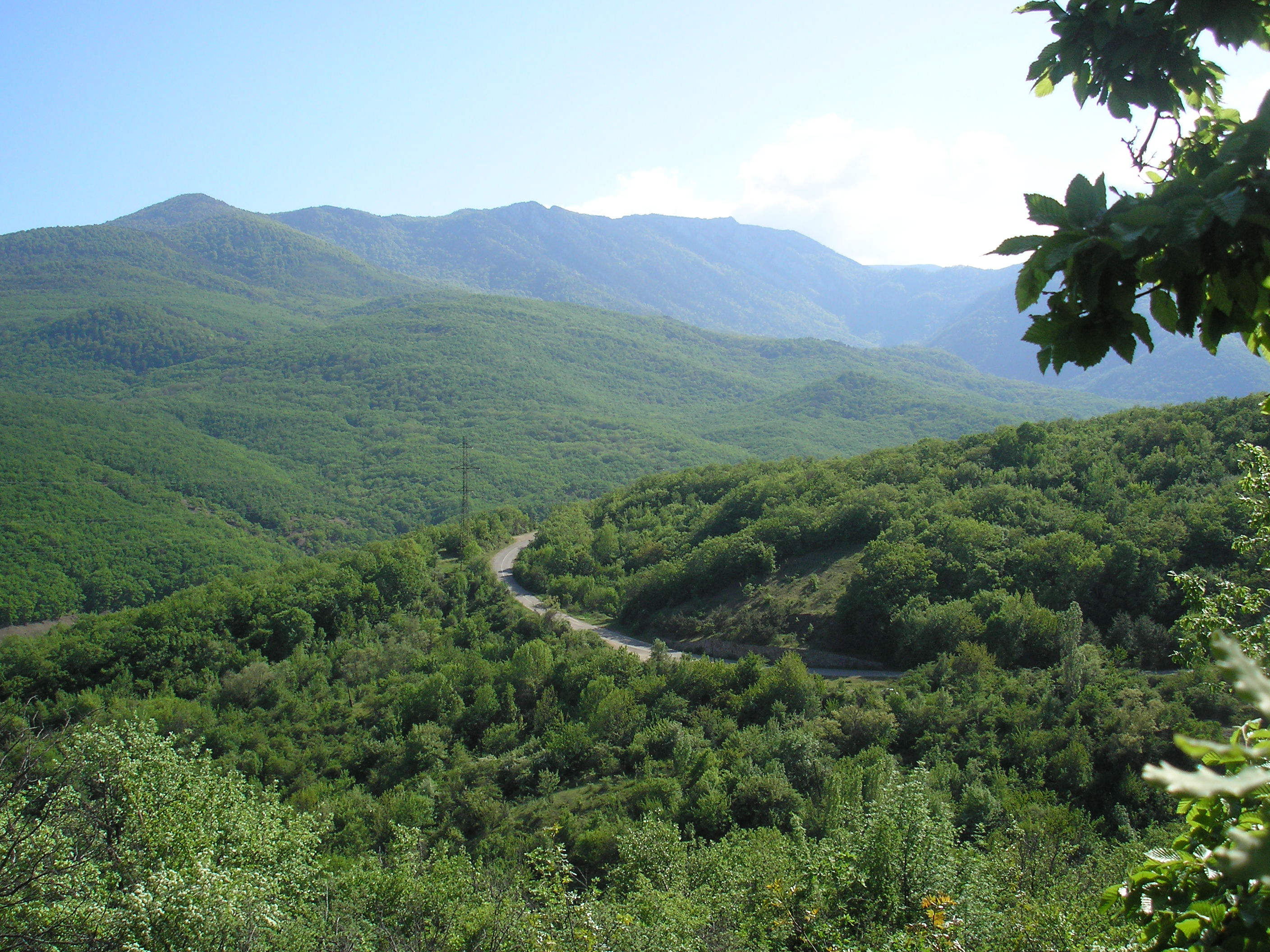